# 永元 (南齐)
永元（499年正月—501年十二月）是南朝齊東昏侯萧宝卷的年號，共3年。

## 大事记
永元三年（501）三月，蕭衍在江陵（今湖北荊州市）擁立蕭寶融為皇帝，史稱齊和帝。十二月，蕭衍克建康（今江蘇南京市），齊帝蕭寶卷被杀。

## 逝世
- 永元三年十二月丙寅（501年12月31日）：南齊東昏侯蕭寶卷[1]

## 纪年
| 永元 | 元年  | 二年  | 三年  |
| ---- | ----- | ----- | ----- |
| 公元 | 499年 | 500年 | 501年 |
| 干支 | 己卯  | 庚辰  | 辛巳  |

## 參看
- 中国年号索引
  - 其他使用永元年號的政權
- 同期存在的其他政权年号
  - 太和（477年正月-499年十二月）：北魏政权北魏孝文帝元宏年号
  - 景明（500年正月-504年正月）：北魏政权北魏宣武帝元恪年号
  - 中兴（501年三月－502年三月）：齐和帝萧宝融年号
  - 建義（500年二月—三月）：雍道晞的年号
  - 太安（492年-505年）：柔然政权候其伏代库者可汗那盖年号